# André-Marie Tremblay
André-Marie Tremblay (* 2. Januar 1953 in Montreal) ist ein kanadischer Physiker, der sich mit theoretischer Festkörperphysik befasst.
Tremblay studierte an der Universität Montreal mit dem Bachelor-Abschluss 1974 und wurde 1978 am Massachusetts Institute of Technology bei Bruce Patton promoviert (Applications of Quantum Field Theoretical Methods to Some Problems in the Nonequilibrium Statistical Mechanics of Conductors). Neben Patton war auch Paul C. Martin sein Lehrer am MIT (der auch seine Dissertation mit betreute). Als Post-Doktorand war er an der Cornell University bei Vinay Ambegaokar. Ab 1980 war er NSERC (Natural Sciences and Engineering Council of Canada) University Research Fellow  an der Université de Sherbrooke, an der er 1988 eine volle Professur erhielt. Ebenfalls ab den 1980er Jahren war er im kanadischen Forschungsprogramm zur Supraleitung, das nach der Entdeckung der Hochtemperatursupraleiter entstand. 1991 bis 1999 war er Direktor des Forschungszentrums für Festkörperphysik (Centre de recherche en physique du solide) der Universität. 2001 bis 2015 hatte er einen Canada Research Chair in Festkörperphysik. 2015 bis 2020 hat er eine Forschungsprofessur in Quantenmaterialien.
1989, 1996, 2000, 2002 und 2009 war er Gastwissenschaftler an der University of California, Santa Barbara, 1986/87 an der Cornell University, 2000 am Isaac Newton Institute, 1982 an der Universität der Provence und 2003/04 an der Yale University. Zeitweise war er Mitglied am Perimeter Institute und Associate Professor an der Universität Laval.
Tremblay befasst sich mit stark korrelierten Elektronensystemen wie Hochtemperatursupraleitung (er entwickelte einen nichtstörungstheoretischen analytischen Zugang, genannt Two-Particle Self-Consistent,  TPSC, und einen numerischen Zugang mit Quanten-Clustern) und organische Supraleiter und allgemein Quantenmaterialien, mit Nichtsgleichgewichtsphänomen in Supraleitern (wie Fluktuationen), Multifraktalen, 1/f-Rauschen und mit Quanten-Monte-Carlo-Simulationen.
1986 erhielt er die Herzberg Medal, 2001 den CAP-CRM Prize und 2003 den Prix Acfas Urgel-Archambault. Er ist Fellow der Royal Society of Canada (2004). Er war Killam Fellow und Steacie Fellow. 2014 wurde er Fellow der American Physical Society und erhielt die CAP Medal for Lifetime Achievement in Physics.

## Schriften (Auswahl)
- mit M. Arai, E. D. Siggia: Fluctuations about simple nonequilibrium steady states, Phys. Rev. A, Band 23, 1981, S. 1451
- mit R. Rammal, C. Tannous, P. Breton: Flicker (1 f) Noise in Percolation Networks: A New Hierarchy of Exponents, Phys. Rev. Lett., Band 54, 1985, S. 1718
- mit R. Rammal, C. Tannous: 1/f noise in random resistor networks: fractals and percolating systems, Phys. Rev. A, Band 31, 1985, S. 2662
- mit A. R. Day, R. R. Tremblay: Rigid backbone: A new geometry for percolation, Phys. Rev. Lett, Band 56, 1986, S. 2501
- mit Y. M. Vilk, L. Chen: Theory of spin and charge fluctuations in the Hubbard model, Phys. Rev. B, Band 49, 1994, S. 13267
- mit Y. M. Vilk: Non-perturbative many-body approach to the Hubbard model and single-particle pseudogap, Journal de Physique I, Band 7, 1997, S. 1309–1368
- mit S. Pairault, D. Senechal: Strong-coupling perturbation theory of the Hubbard model, European Physics Journal B, Band 16, 2000, S. 85–105
- mit B. Kyung, J.-S. Landry: Antiferromagnetic fluctuations and d-wave superconductivity in electron-doped high-temperature superconductors, Phys. Rev. B, Band 68, 2003, S. 174502
- mit D. Sénéchal: Hot spots and pseudogaps for hole-and electron-doped high-temperature superconductors, Phys. Rev. Lett., Band 92, 2004, S. 126401
- mit D. Sénéchal, P. L. Lavertu, M. A. Marois: Competition between antiferromagnetism and superconductivity in high-Tc cuprates, Phys. Rev. Lett., Band 94, 2005, S. 156404
- mit B. Kyung: Mott transition, antiferromagnetism, and d-wave superconductivity in two-dimensional organic conductors, Phys. Rev. Lett., Band 97, 2006, S.  046402
- mit B. Kyung, G. Kotliar u. a.: Pseudogap induced by short-range spin correlations in a doped Mott insulator, Phys. Rev. B, Band 73, 2006, S.  165114
- mit B. Kyung, D. Sénéchal: Pseudogap and high-temperature superconductivity from weak to strong coupling. Towards a quantitative theory, in: Low Temperature Physics, Band 32, 2006, S. 424–451
- mit G. Sordi, P. Sémon, K. Haule: Strong Coupling Superconductivity, Pseudogap, and Mott transition, Phys. Rev. Lett., Band 108, 2012, S. 216401